# Polhi
Polhi (znanstveno ime Gliridae) so družina glodavcev, podobnih mišim, od katerih se najlažje ločijo po košatem repu. V splošnem so nočno aktivne, vsejede živali, razširjene po Starem svetu. Vrste, ki živijo v območjih z zmernim podnebjem, so znane po dolgotrajni hibernaciji, ki lahko traja tudi pol leta ali več, v ta namen si jeseni naberejo obilne zaloge podkožne tolšče, kar je posebnost med glodavci.

## Sistematika in evolucija
Polhi so ena najstarejših še živečih družin glodavcev. Njihovi najbližji sorodniki so veverice (družina Sciuridae). Prvi znani fosilni ostanki so iz zgodnjega eocena, največjo pestrost pa so dosegali v miocenu, ko so bili že bolj ali manj jasno razdeljeni v sedanje rodove. Opisanih je 28 vrst, ki jih združujemo v devet rodov:
- Poddružina Graphiurinae
  - rod Graphiurus
    - Graphiurus angolensis
    - Graphiurus christyi
    - Graphiurus johnstoni
    - Graphiurus kelleni
    - Graphiurus lorraineus
    - Graphiurus microtis
    - Graphiurus monardi
    - afriški polh (Graphiurus murinus)
    - Graphiurus ocularis
    - Graphiurus platyops
    - Graphiurus rupicola
    - Graphiurus surdus
    - Graphiurus nagtglasii
    - Graphiurus crassicaudatus
- Poddružina Leithiinae
  - rod Chaetocauda
    - Chaetocauda sichuanensis

  - rod Dryomys
    - Dryomys laniger
    - Dryomys niethammeri
    - drevesni polh (Dryomys nitedula)

  - rod Eliomys
    - Eliomys melanurus
    - Eliomys munbyanus
    - vrtni polh (Eliomys quercinus)

  - rod Muscardinus
    - podlesek (Muscardinus avellanarius)

  - rod Myomimus
    - tankorepi polh (Myomimus personatus)
    - Myomimus roachi
    - Myomimus setzeri

  - rod Selevinia
    - slanušni polh (Selevinia betpakdalaensis)
- Poddružina Glirinae
  - rod Glirulus
    - japonski polh (Glirulus japonicus)

  - rod Glis
    - navadni polh (Glis glis)

Za Slovenijo so znane tri vrste: navadni polh, vrtni polh in podlesek. Znan je predvsem navadni polh, okrog katerega se je na Slovenskem razvila tradicija polharjenja.